# Lijst van eindwinnaars van het Vierschansentoernooi
Dit is de lijst met de eerste drie springers in de eindstand van het Vierschansentoernooi schansspringen.
| Jaar | Winnaar                  | Winnaar | Tweede                | Tweede | Derde                    | Derde |
| ---- | ------------------------ | ------- | --------------------- | ------ | ------------------------ | ----- |
| 1953 | Sepp Bradl               | AUT     | Halvor Næs            | NOR    | Asgeir Dølplads          | NOR   |
| 1954 | Olav Bjørnstad           | NOR     | Eino Kirjonen         | FIN    | Sepp Bradl               | AUT   |
| 1955 | Hemmo Silvennoinen       | FIN     | Eino Kirjonen         | FIN    | Aulis Kallakorpi         | FIN   |
| 1956 | Nikolaj Kamenski         | URS     | Sepp Bradl            | AUT    | Nikolaj Schamov          | URS   |
| 1957 | Pentti Uotinen           | FIN     | Eino Kirjonen         | FIN    | Max Bolkart              | FRG   |
| 1958 | Helmut Recknagel         | GDR     | Nikolaj Schamov       | URS    | Nikolaj Kamenski         | URS   |
| 1959 | Helmut Recknagel         | GDR     | Walter Habersatter    | AUT    | Arne Høl                 | NOR   |
| 1960 | Max Bolkart              | FRG     | Albin Plank           | AUT    | Otto Leodolter           | AUT   |
| 1961 | Helmut Recknagel         | GDR     | Otto Leodolter        | AUT    | Kalvi Kärkkinen          | FIN   |
| 1962 | Eino Kirjonen            | FIN     | Willi Egger           | FRG    | Hemmo Silvenoinen        | FIN   |
| 1963 | Toralf Engan             | NOR     | Torbjørn Yggeseth     | NOR    | Max Bolkart              | FRG   |
| 1964 | Veikko Kankkonen         | FIN     | Torbjørn Yggeseth     | NOR    | Baldur Preiml            | AUT   |
| 1965 | Torgeir Brandtzæg        | NOR     | Bjørn Wirkola         | NOR    | Dalibor Motejlek         | TCH   |
| 1966 | Veikko Kankkonen         | FIN     | Dieter Neuendorf      | GDR    | Bjørn Wirkola            | NOR   |
| 1967 | Bjørn Wirkola            | NOR     | Sepp Lichtenegger     | AUT    | Dieter Neuenorf          | GDR   |
| 1968 | Bjørn Wirkola            | NOR     | Jíři Raška            | TCH    | Dieter Neuendorf         | GDR   |
| 1969 | Bjørn Wirkola            | NOR     | Jíři Raška            | TCH    | Zbynek Hubac             | TCH   |
| 1970 | Horst Queck              | GDR     | Bjørn Wirkola         | NOR    | Gari Napalkov            | URS   |
| 1971 | Jíři Raška               | TCH     | Ingolf Mork           | NOR    | Zbynek Hubac             | TCH   |
| 1972 | Ingolf Mork              | NOR     | Henry Glass           | GDR    | Tauno Käyhkö             | FIN   |
| 1973 | Rainer Schmidt           | GDR     | Hans-Georg Aschenbach | GDR    | Sergej Boschkow          | URS   |
| 1974 | Hans-Georg Aschenbach    | GDR     | Walter Steiner        | SUI    | Bernd Eckstein           | GDR   |
| 1975 | Willi Pürstl             | AUT     | Edi Federer           | AUT    | Karl Schnabl             | AUT   |
| 1976 | Jochen Danneberg         | GDR     | Karl Schnabl          | AUT    | Reinhold Bachler         | AUT   |
| 1977 | Jochen Danneberg         | GDR     | Walter Steiner        | SUI    | Henry Glass              | GDR   |
| 1978 | Kari Yliantilla          | FIN     | Mathias Buse          | GDR    | Martin Weber             | GDR   |
| 1979 | Pentti Kokkonen          | FIN     | Hans-Jörg Sumi        | SUI    | Jochen Danneberg         | GDR   |
| 1980 | Hubert Neuper            | AUT     | Henry Glass           | GDR    | Martin Weber             | GDR   |
| 1981 | Hubert Neuper            | AUT     | Armin Kogler          | AUT    | Jari Puikkonen           | FIN   |
| 1982 | Manfred Deckert          | GDR     | Roger Ruud            | NOR    | Per Bergerud             | NOR   |
| 1983 | Matti Nykänen            | FIN     | Jens Weißflog         | GDR    | Horst Bulau              | CAN   |
| 1984 | Jens Weißflog            | GDR     | Klaus Ostwald         | GDR    | Matti Nykänen            | FIN   |
| 1985 | Jens Weißflog            | GDR     | Matti Nykänen         | FIN    | Klaus Ostwald            | GDR   |
| 1986 | Ernst Vettori            | AUT     | Franz Neuländtner     | AUT    | Jari Puikkonen           | FIN   |
| 1987 | Ernst Vettori            | AUT     | Vegard Opås           | NOR    | Ulf Findeisen            | GDR   |
| 1988 | Matti Nykänen            | FIN     | Jens Weißflog         | GDR    | Jíři Parma               | TCH   |
| 1989 | Risto Laakkonen          | FIN     | Matti Nykänen         | FIN    | Jens Weißflog            | GDR   |
| 1990 | Dieter Thoma             | FRG     | Jens Weißflog         | GDR    | Risto Laakkonen          | FIN   |
| 1991 | Jens Weißflog            | GER     | Andreas Felder        | AUT    | Dieter Thoma             | GER   |
| 1992 | Toni Nieminen            | FIN     | Martin Höllwarth      | AUT    | Werner Rathmayr          | AUT   |
| 1993 | Andreas Goldberger       | AUT     | Noriaki Kasai         | JPN    | Jaroslav Sakala          | CZE   |
| 1994 | Espen Bredesen           | NOR     | Jens Weißflog         | GER    | Andreas Goldberger       | AUT   |
| 1995 | Andreas Goldberger       | AUT     | Kazuyoshi Funaki      | JPN    | Janne Ahonen             | FIN   |
| 1996 | Jens Weißflog            | GER     | Ari-Pekka Nikkola     | FIN    | Reinhard Schwarzenberger | AUT   |
| 1997 | Primož Peterka           | SLO     | Andreas Goldberger    | AUT    | Dieter Thoma             | GER   |
| 1998 | Kazuyoshi Funaki         | JPN     | Sven Hannawald        | GER    | Janne Ahonen             | FIN   |
| 1999 | Janne Ahonen             | FIN     | Noriaki Kasai         | JPN    | Hideharu Miyahira        | JPN   |
| 2000 | Andreas Widhölzl         | AUT     | Janne Ahonen          | FIN    | Martin Schmitt           | GER   |
| 2001 | Adam Małysz              | POL     | Janne Ahonen          | FIN    | Martin Schmitt           | GER   |
| 2002 | Sven Hannawald           | GER     | Matti Hautamäki       | FIN    | Martin Höllwarth         | AUT   |
| 2003 | Janne Ahonen             | FIN     | Sven Hannawald        | GER    | Adam Małysz              | POL   |
| 2004 | Sigurd Pettersen         | NOR     | Martin Höllwarth      | AUT    | Peter Zonta              | SLO   |
| 2005 | Janne Ahonen             | FIN     | Martin Höllwarth      | AUT    | Thomas Morgenstern       | AUT   |
| 2006 | Jakub Janda Janne Ahonen | CZE FIN |                       |        | Roar Ljøkelsøy           | NOR   |
| 2007 | Anders Jacobsen          | NOR     | Gregor Schlierenzauer | AUT    | Simon Ammann             | SUI   |
| 2008 | Janne Ahonen             | FIN     | Thomas Morgenstern    | AUT    | Michael Neumayer         | GER   |
| 2009 | Wolfgang Loitzl          | AUT     | Simon Ammann          | SUI    | Gregor Schlierenzauer    | AUT   |
| 2010 | Andreas Kofler           | AUT     | Janne Ahonen          | FIN    | Wolfgang Loitzl          | AUT   |
| 2011 | Thomas Morgenstern       | AUT     | Simon Ammann          | SUI    | Tom Hilde                | NOR   |
| 2012 | Gregor Schlierenzauer    | AUT     | Thomas Morgenstern    | AUT    | Andreas Kofler           | AUT   |
| 2013 | Gregor Schlierenzauer    | AUT     | Anders Jacobsen       | NOR    | Tom Hilde                | NOR   |
| 2014 | Thomas Diethart          | AUT     | Thomas Morgenstern    | AUT    | Simon Ammann             | SUI   |
| 2015 | Stefan Kraft             | AUT     | Michael Hayböck       | AUT    | Peter Prevc              | SLO   |
| 2016 | Peter Prevc              | SLO     | Severin Freund        | GER    | Michael Hayböck          | AUT   |
| 2017 | Kamil Stoch              | POL     | Piotr Żyła            | POL    | Daniel-André Tande       | NOR   |
| 2018 | Kamil Stoch              | POL     | Andreas Wellinger     | GER    | Anders Fannemel          | NOR   |
| 2019 | Ryoyu Kobayashi          | JPN     | Markus Eisenbichler   | GER    | Stephan Leyhe            | GER   |
| 2020 | Dawid Kubacki            | POL     | Marius Lindvik        | NOR    | Karl Geiger              | GER   |
| 2021 | Kamil Stoch              | POL     | Karl Geiger           | GER    | Dawid Kubacki            | POL   |
| 2022 | Ryoyu Kobayashi          | JPN     | Marius Lindvik        | NOR    | Halvor Egner Granerud    | NOR   |
| 2023 | Halvor Egner Granerud    | NOR     | Dawid Kubacki         | POL    | Anže Lanišek             | SLO   |
| 2024 | Ryoyu Kobayashi          | JPN     | Andreas Wellinger     | GER    | Stefan Kraft             | AUT   |
| 2025 | Daniel Tschofenig        | AUT     | Jan Hörl              | AUT    | Stefan Kraft             | AUT   |

1953 ·
1954 ·
1955 ·
1956 ·
1957 ·
1958 ·
1959 ·
1960 ·
1961 ·
1962 ·
1963 ·
1964 ·
1965 ·
1966 ·
1967 ·
1968 ·
1969 ·
1970 ·
1971 ·
1972 ·
1973 ·
1974 ·
1975 ·
1976 ·
1977 ·
1978 ·
1979 ·
1980 ·
1981 ·
1982 ·
1983 ·
1984 ·
1985 · 
1986 ·
1987 ·
1988 ·
1989 ·
1990 ·
1991 ·
1992 ·
1993 ·
1994 ·
1995 ·
1996 ·
1997 ·
1998 ·
1999 ·
2000 ·
2001 ·
2002 ·
2003 ·
2004 ·
2005 ·
2006 ·
2007 ·
2008 ·
2009 · 
2010 ·
2011 ·
2012 ·
2013 ·
2014 ·
2015 ·
2016 ·
2017 ·
2018 ·
2019 ·
2020 ·
2021 ·
2022 ·
2023 ·
2024 ·
2025 

Lijst van eindwinnaars